# 2020 au Soudan
Cet article présente les faits marquants de l'année 2020 au Soudan.

## Évènements
- 9 mars : le Premier ministre du Soudan, Abdallah Hamdok, est hospitalisé après avoir survécu à un attentat à la bombe qui visait sa voiture[1], il n'est cependant pas blessé au contraire d'un membre de son convoi.
- 11 avril : Le ministre soudanais de la Santé, Akram Ali Altom, a déclaré que son pays avait un besoin urgent de 120 millions de dollars pour lutter contre la pandémie de Covid-19. Alors que le pays a enregistré relativement peu de cas et deux décès, Altom dit que s'il se propage et que le pays n'est pas prêt à y faire face[2].
- 22 avril : le Conseil de souveraineté et le Conseil des ministres (les autorités de transition depuis la Révolution soudanaise) inscrivent les mutilations génitales féminines comme crime passible de 3 ans de prison dans le code pénal[3].
- 12 au 24 juillet : série d'attaques au Darfour.
- 31 août : le Conseil de souveraineté (le gouvernement provisoire au Soudan depuis la Révolution soudanaise) et le Front révolutionnaire soudanais, qui représente les cinq principaux groupes rebelles du pays, signent un accord de paix[4] ;
- 3 octobre : Un accord de paix historique entre le Soudan et les groupes rebelles met fin à 17 années de guerre[5].
- 19 octobre : Donald Trump a évoqué un accord avec le Soudan sur l'indemnisation des familles des victimes américaines d'attentats perpétrés en 1998 en Afrique et s'est dit prêt à retirer le Soudan de la liste noire des États soutenant le terrorisme[réf. souhaitée].
- 23 octobre : le président américain Donald Trump annonce que Israël et le Soudan ont accepté de normaliser leurs relations diplomatiques[6].
- 15 décembre : début des affrontements soudano-éthiopiens de 2020-2021.